# Homalomena occulta
Homalomena occulta är en kallaväxtart som först beskrevs av João de Loureiro, och fick sitt nu gällande namn av Heinrich Wilhelm Schott. Homalomena occulta ingår i släktet Homalomena och familjen kallaväxter. Inga underarter finns listade.